# Брэнд, Дэниел
Дэниэл Оливер «Дэн» Бренд (англ. Daniel Oliver «Dan» Brand; 4 августа 1935, округ Линкольн, Теннесси, США — 10 февраля 2015, Калифорния, США) — американский борец вольного и греко-римского стилей, бронзовый призёр Олимпийских игр, бронзовый призёр чемпионата мира, семикратный чемпион США по борьбе. Брат Глена Бренда, олимпийского чемпиона по борьбе.

## Биография
В старшей школе борьбой не занимался. Поступив в колледж Университета Небраски тоже, предпочитая играть в баскетбол за команду первокурсников Nebraska Cornhuskers. Однако на втором курсе был вынужден покинуть команду, и от безделья принял участие в чемпионате колледжа по борьбе, к удивлению одержав победу.  Он стал брать уроки у олимпийского чемпиона Билла Смита, и после окончания колледжа последовал за тренером в Сан-Франциско, где присоединился к клубу Olympic Club. Там открылся его потенциал борца. 
Пройдя отборочные соревнования, попал в олимпийскую сборную на игры 1960 года, где выступал  в соревнованиях по вольной борьбе в полутяжёлом весе, и занял пятое место. 
См. таблицу турнира.
В 1961 году на чемпионате мира по вольной борьбе остался четвёртым, а по греко-римской — пятым. В 1962 году стал бронзовым призёром чемпионата мира по вольной борьбе в полутяжёлом весе. В 1961, 1963 и 1964 годах стал чемпионом США по вольной борьбе, а в 1964 году ещё и по греко-римской.  
На Олимпийских играх 1964 года выступал в соревнованиях по вольной борьбе в среднем весе и завоевал бронзовую медаль игр, став единственным американским борцом на этих играх, получившим олимпийскую награду. 
См. таблицу турнира.
После Олимпийских игр оставил карьеру в спорте, и стал инженером. 
Умер в 2015 году. 
Член Национального зала Славы борьбы США, член Зала славы спорта учебных заведений Небраски. 